# Robert Byron
Robert Byron (n. 26 februarie 1905, Londra, Regatul Unit al Marii Britanii și Irlandei – d. 24 februarie 1941, Cape Wrath, Scoția, Regatul Unit) a fost un scriitor britanic de călătorii, cunoscut mai ales pentru jurnalul său de drum The Road to Oxiana. El a fost, de asemenea, un scriitor notoriu, critic de artă și istoric.

## Biografie
El era fiul lui Eric Byron, un inginer civil, și al soției sale Margaret Robinson, născută la Wembley, Londra, la 26 februarie 1905, fiind singurul fiu dintre cei trei copii. A fost educat la Eton College și Merton College, Oxford, unde a absolvit în 1925 Istoria Modernă.   La Oxford a participat la Clubul Hipocritilor . 
Byron a călătorit în 1925 prin Europa cu o mașină până în Grecia, împreună cu Alfred Duggan și Gavin Henderson .  Această călătorie a dus la prima sa carte, iar o a doua a fost comandată pentru Duckworth de Thomas Balston, pentru a fi pe Muntele Athos .  Ulterior a vizitat India, Uniunea Sovietică și Tibet .
În Persia și Afganistan, Byron a găsit subiectul care se potrivește stilului său de scriere de călătorie. Și-a completat relatarea despre Drumul către Oxiana din Beijing, casa sa temporară. Inovația sa, care l-a deosebit de principalul său rival de scriere în călătorii, Peter Fleming și alții, a fost de a ignora narațiunea convențională continuă. 
O apreciere a arhitecturii este un element puternic în scrierile lui Byron. A fost un puternic avocat al conservării clădirilor istorice și membru fondator al Grupului Georgian . Filhelen, el a fost, de asemenea, pionier, în lumea vorbitoare de limbă engleză, a unei reînnoiri a interesului pentru istoria bizantină . Byron a fost descris ca „unul dintre primele și cele mai strălucite dintre filhelenele secolului al XX-lea”.  Fotografiile arhitecturii iraniene de Byron, realizate în timp ce scria Drumul spre Oxiana între anii 1933–34 sunt deținute în Biblioteca de artă și arhitectură Conway de la Courtauld .  

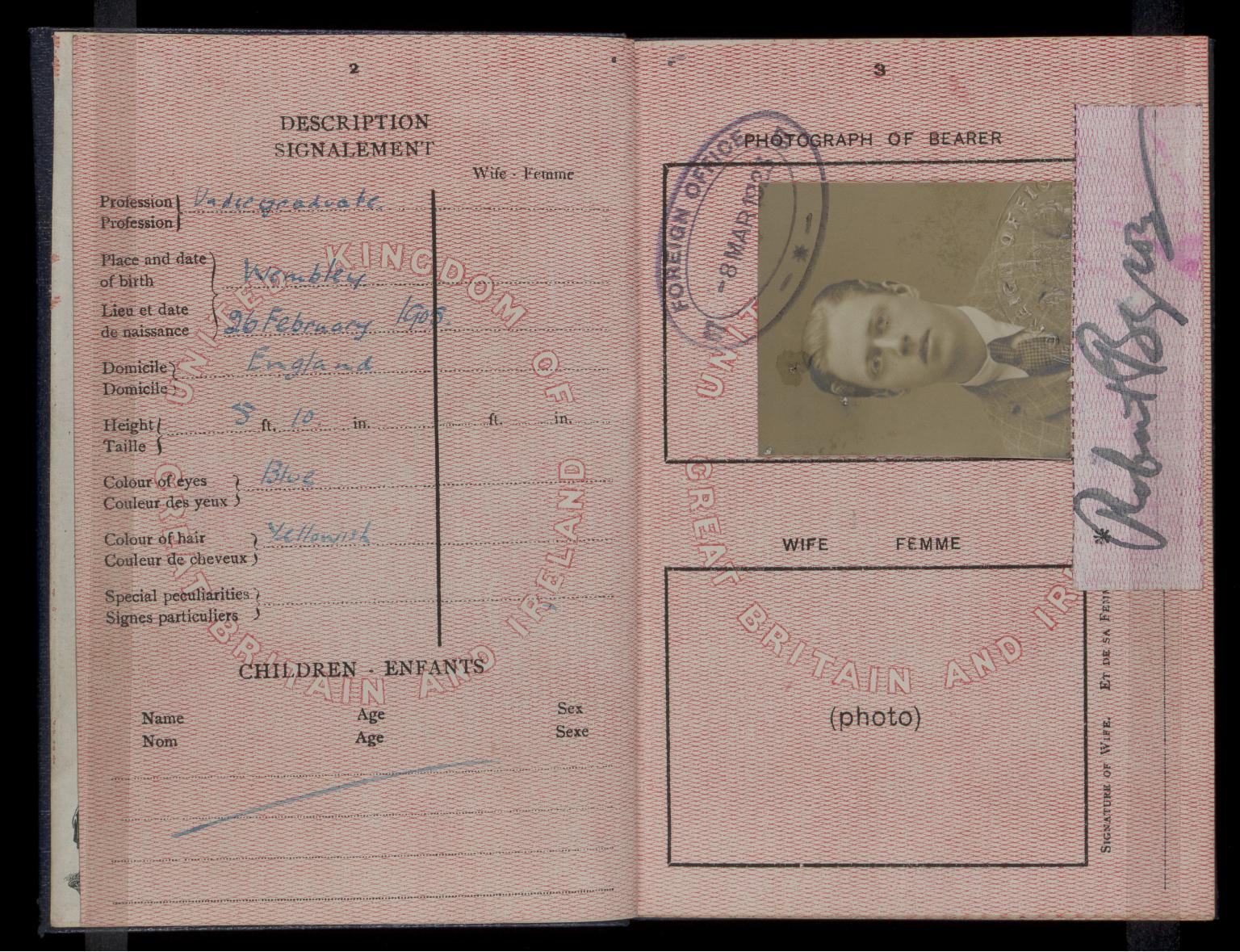
Pașaportul britanic al lui Robert Byron emis în 1923

A participat la ultimul miting de la Nürnberg, în 1938, cu simpatizantul nazist Unity Mitford . Byron a cunoscut-o prin prietenia sa cu sora ei Nancy Mitford, dar el a fost un adversar sincer al naziștilor. Nancy Mitford spera la un moment dat că Byron îi va propune căsătoria și, ulterior, a fost uimită și șocată să-și descopere gusturile homosexuale, plângându-se: „Această nenorocită pederastie falsifică toate sentimentele și totuși se presupune că o venerează”.  Potrivit lui Paul Fussell în introducerea sa la ediția de broșură de la Oxford a cărții The Road to Oxiana (1982), Byron a fost un critic fervent și vocal al lui Hitler, „obiectând [în termeni cei mai violenți] la nazificarea Europei și abuzând pe cei din Anglia care și-a imaginat că este posibil un fel de compromis cu această nouă răutate ”. 
Marea pasiune a lui Byron, deși nerecupusă, a fost pentru Desmond Parsons, fratele mai mic al celui de-al șaselea conte de Rosse, care a fost considerat unul dintre cei mai carismatici oameni din generația sa. Au trăit împreună la Peking, în 1935, unde Parsons a dezvoltat boala Hodgkin, din care a murit la Zurich, în 1937, când avea doar 26 de ani. Byron a rămas devastat.

## Moarte, reputație și moștenire
Byron a murit la vârsta de 35 de ani în 1941, în timpul celui de-al doilea război mondial, când nava pe care călătorea a fost torpilată pe drumul spre Africa de Vest. Byron avea ca destinație Egiptul și probabil că s-ar fi transbordat la sosire și și-ar fi continuat călătoria prin Cape. Nava pe care se îmbarcase, Jonathan Holt a fost atacată și scufundată de un submarin german de tipul VIIC U-97, în Atlanticul de Nord, în largul Cape Wrath. Corpul său nu a fost niciodată găsit.
O cunoștință din primele zile, Evelyn Waugh a remarcat înțelegerea lui Byron. În 1929 i-a scris lui Henry Yorke „Am auzit că Robert ne-a bătut pe toți mergând în India cu un avion care este genul de succes pe care îl numesc tangibil”. Dar scriind în 1948, Waugh a spus despre Byron într-o scrisoare către Harold Acton : „Nu este încă momentul să spun așa, dar mi-a plăcut foarte mult Robert în ultimii săi ani și cred că era un nebun periculos, mai bine mort”.  Pasionatul anticomunist Waugh credea că în anii 1930 Byron devenise pro-sovietic, deși biograful lui Byron - și al lui Waugh - Christopher Sykes a negat ferm orice astfel de simpatie din partea lui Byron.
Prințul Charles a citit proza lui Byron Toate acestea am învățat la BBC Radio 4 în Ziua Națională a Poeziei, 5 octombrie 2006. 
În februarie 2012, cartea sa Europe in the Looking Glass a fost serializată de Radio 4 Book of the Week de la BBC . Programul a inclus pasaje detaliate ale Germaniei și un raport al martorilor oculari despre exodul refugiaților greci din 1922 și masacrele în urma Marelui Foc al Smirnei.

## Arhive literare
- Robert Byron Papers. General Collection, Beinecke Rare Book and Manuscript Library. Yale University.